# اردوگاه بلاطه
اردوگاه بلاطه (عربی: مخيم النبطية) بزرگترین اردوگاه پناهندگان فلسطینی می‌باشد که در کرانه غربی با ۴۱٬۶۷۲ پناهنده ثبت شده‌است.

## موقعیت
این اردوگاه در سال ۱۹۵۰ با مساحت ۲۵۲ هکتار در مرز نابلس تأسیس شد.
اردوگاه از چندین بخش تشکیل شده‌است که قشرهای مختلفی در آن هستند.
این اردوگاه دارای سه مدرسه است؛ که دو مدرسه برای پسران و یکی برای دختران مدارس ابتدایی و متوسط است که توسط آژانس کمک‌رسانی و کار سازمان ملل (UNRWA) پشتیبانی می‌شوند. همچنین اردوگاه دارای یک مرکز بهداشتی برای ارائه خدمات پزشکی به شهروندان است.